# المختبر الفرنسي للتجزئة والتكنولوجيا الحيوية
المختبر الفرنسي للتجزئة والتكنولوجيا الحيوية (LFB) ، وهو مختبر فرنسي متخصص في تجزئة البلازما والتقنيات الحيوية ، هو مختبر فرنسي يركّز نشاطه بشكل أساسي على تجزئة بروتينات البلازما من بلازما الدم البشري. ويملك حقوقًا حصرية في تجزئة البلازما من التبرعات الطوعية التي تجمعها مؤسسة الدم الفرنسية على الأراضي الفرنسية.
شركة المختبر الفرنسي للتجزئة والتكنولوجيا الحيوية هي شركة رائدة عالميًا في مجال تجزئة البلازما وتصنيع البروتينات العلاجية. تستخلص الشركة مجموعة من الأدوية من البلازما، والتي يصفها المستشفى لعلاج حوالي 80 مرضًا نادرًا، في مجالات المناعة والعناية المركزة ووقف النزيف. تُعد شركة المختبر الفرنسي للتجزئة والتكنولوجيا الحيوية واحدة من أكبر عشر مجموعات دوائية في سوق المستشفيات في فرنسا  .

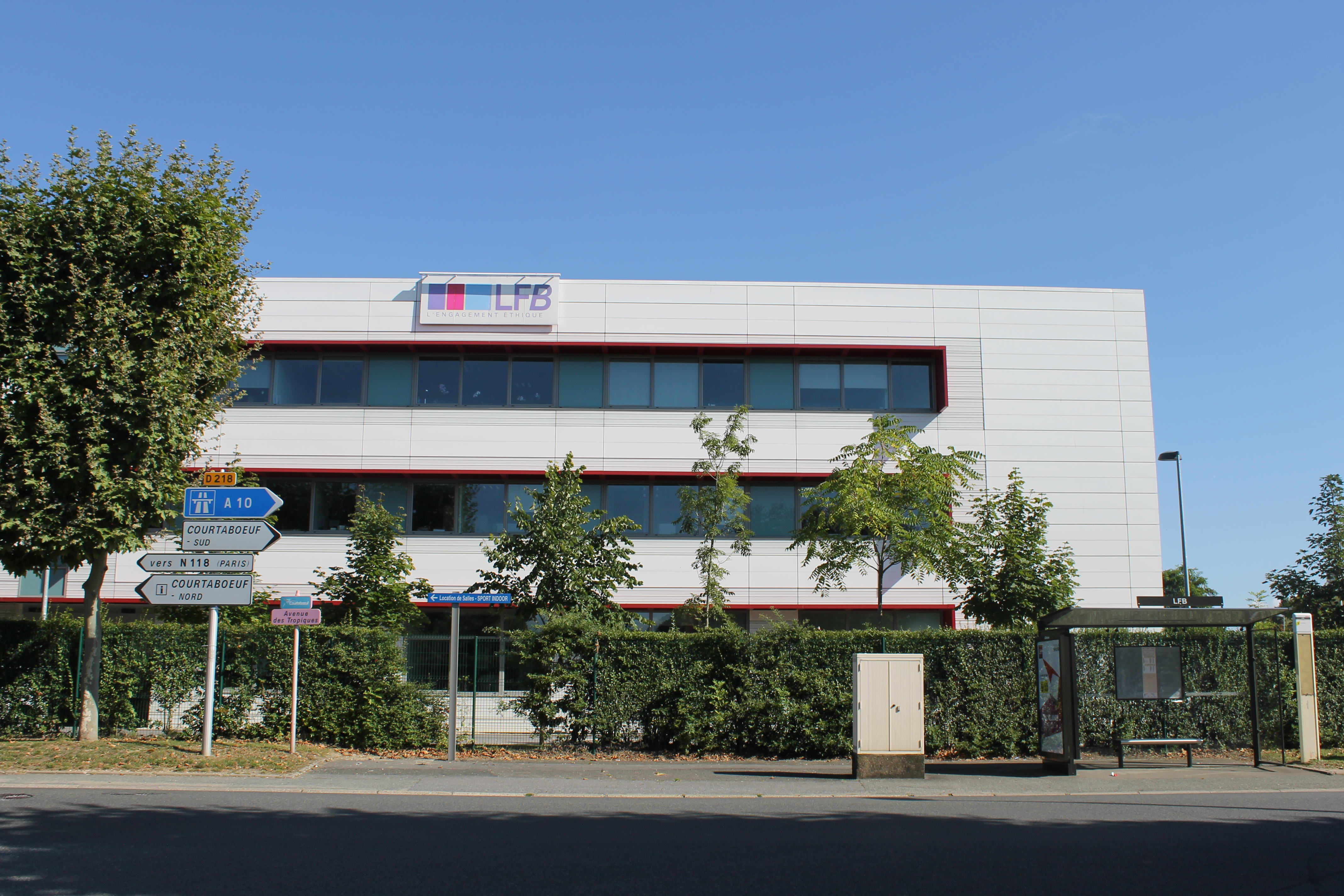
مقرها في منطقة الأعمال في كورتابوف (إسون)

## الملاحظات والمراجع
1. 1 2 3  مذكور في: SIRENE. آخر تحديث: 17 يونيو 2022. لغة العمل أو لغة الاسم: الفرنسية.
2. 1 2  مذكور في: GRID Release 2017-05-22. تاريخ النشر: 22 مايو 2017. مُعرِّف الغرض الرَّقميُّ (DOI): 10.6084/M9.FIGSHARE.5032286.
3. ↑  مذكور في: ROR release v1.19. تاريخ النشر: 16 فبراير 2023. مُعرِّف الغرض الرَّقميُّ (DOI): 10.5281/ZENODO.7644942.
4. ↑  مُعرِّف قاعدة بيانات البحث العالمية (GRID): grid.463979.6.
5. ↑  Hervé Réquillart (2019). "Les voies de la reconquête". Industrie Laboratoires (بالفرنسية). {{استشهاد بدورية محكمة}}: تجاهل المحلل الوسيط |شهر= لأنه غير معروف، ويقترح استخدام |تاريخ= (help).

## أنظر أيضاً

### روابط خارجية
قالب:Liens
- G5, Groupements des laboratoires
- Tribune libre de l'Humanité.fr de Jean-Pierre Basset, militant du don du sang, consacré à l'échec de la marchandisation des produits de santé
- Questions au gouvernement (craintes de la transformation en SA)
- sfar.org Fractions coagulantes du plasma
- sfar.org Nouvelle organisation de la transfusion sanguine en Franceقالب:Liens
- G5, Groupements des laboratoires
- Tribune libre de l'Humanité.fr de Jean-Pierre Basset, militant du don du sang, consacré à l'échec de la marchandisation des produits de santé
- Questions au gouvernement (craintes de la transformation en SA)
- sfar.org Fractions coagulantes du plasma
- sfar.org Nouvelle organisation de la transfusion sanguine en France

- Site officielوصلة=https://www.wikidata.org/wiki/Q3629050?uselang=fr#P856|خط_أساسي|رتبة=noviewer|10x10بك|Voir et modifier les données sur Wikidata

قالب:Paletteقالب:Palette